# Impuls (organisatie)
Impuls is een kinderopvangorganisatie met locaties in Amsterdam West, Nieuw-West, Zuid en Noord. Het Hoofdkantoor van Impuls is gevestigd in Amsterdam Geuzenveld, Sam van Houtenstraat 74, 1067 JP Amsterdam.

## Bestuur
De raad van bestuur heeft de leiding over Impuls. Daarnaast is er nog een raad van toezicht, die zich bezighoudt met de ontwikkeling van Impuls op langere termijn.

## Geschiedenis
Hélène Mercier, die zich inzette voor gelijke kansen voor vrouwen, opende in 1892 haar eerste buurthuis. Ze noemde haar organisatie 'Ons Huis'. Mercier kwam uit een redelijk welvarende familie en kwam in aanraking met mensen als Aletta Jacobs en Arnold Kerdijk.
Ons Huis was gevestigd in de Amsterdamse Jordaan, in de Rozenstraat. Het was het eerste buurthuis in Europa. Mercier wilde dat arbeiders hier hun maatschappelijke kansen konden vergroten.
Vanaf de jaren zestig waren er plannen om de verschillende buurtorganisaties allemaal een eigen werkgebied te geven. Halverwege de jaren tachtig, een tijd van bezuinigingen en hervormingen, werden deze ingevoerd. Ons Huis, dat voortaan door het leven ging als 'Stichting Welzijn Westelijke Tuinsteden', ging zich bezighouden met Nieuw-West. Andere producten, zoals maatschappelijk werk en kinderopvang, werden bij de nieuwe stichting ondergebracht.
In de jaren zeventig, tachtig en negentig werd het werk professioneler en er werd fiks bezuinigd. Subsidiegevers wilden resultaten zien, die werden gemeten met prestatieafspraken. Tevens veranderde de bevolking van Nieuw-West aanzienlijk. Daarnaast ontstonden stadsdelen en Nieuw-West werd uiteindelijk verdeeld in vier deelgemeenten.
Rond de eeuwwisseling raakte Impuls in zwaar weer en verdwenen er vijfhonderd banen. Stadsdelen investeerden steeds minder in het traditionele welzijns- en buurtwerk. Dat dwong Impuls nieuwe markten aan te boren. Bovendien moest de kinderopvang vanaf 2005 commercieel worden geëxploiteerd.